# رأسمالية جديدة

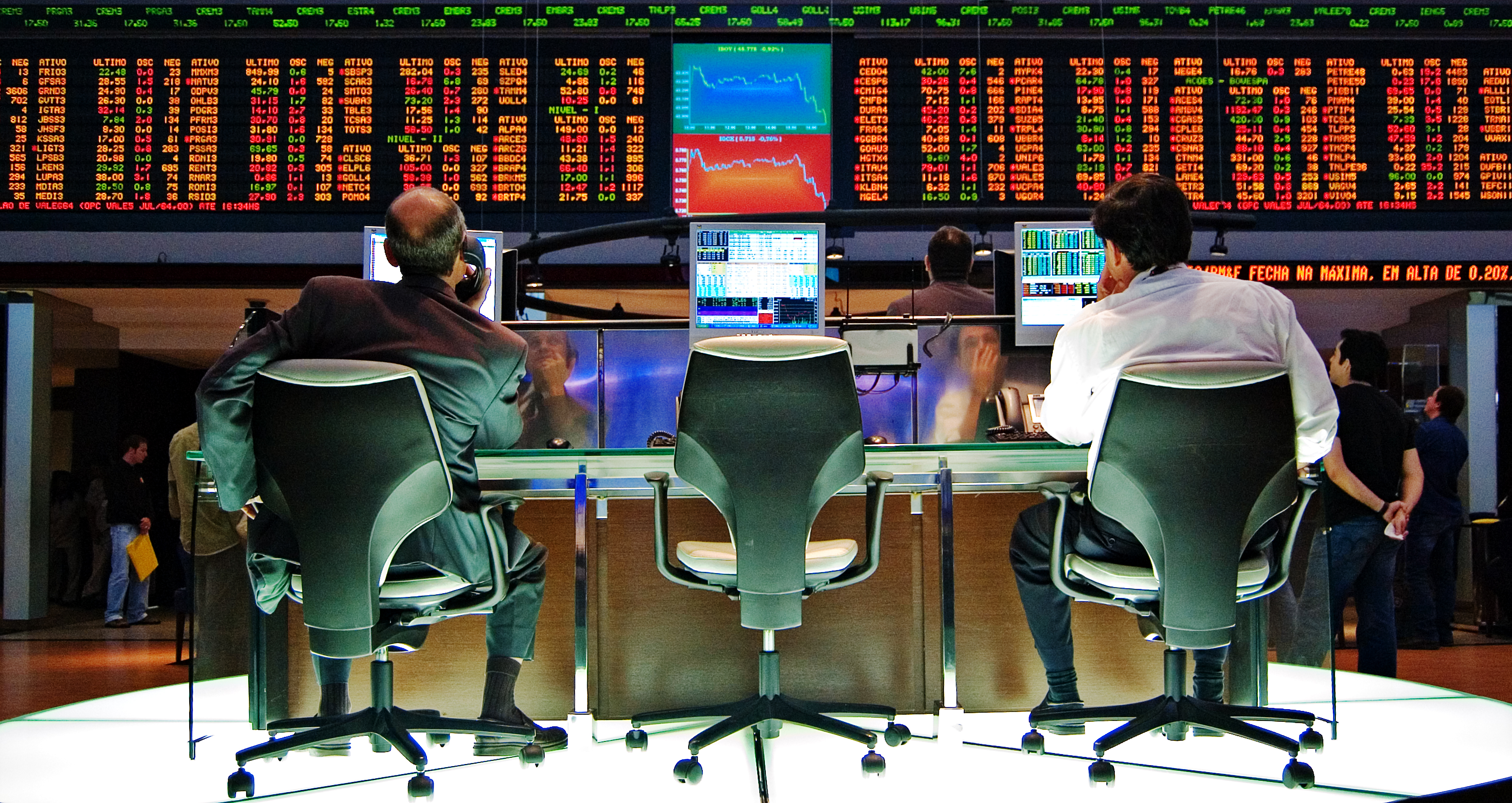

الرأسمالية الجديدة هي أيديولوجيا اقتصادية تمزج بعض عناصر الرأسمالية مع الأنظمة الأخرى. كانت «الرأسمالية الجديدة» جديدة مقارنة برأسمالية الحقبة السابقة للحرب العالمية الثانية.
الأيديولوجية الاجتماعية والاقتصادية التي نشأت في النصف الثاني من القرن العشرين والتي أصبحت فيها العقيدة الرأسمالية أعمق، تستند إلى الثورة التكنولوجية وتدويل الأسواق.
إنه مصطلح يستخدم لتعيين شكل جديد من أشكال الرأسمالية يتميز بتصحيح تجاوزاته عن طريق تطبيق تدابير تحمي الرفاه الاجتماعي.
تشمل الجوانب المهمة لهذا المفهوم حرية اقتصادية كبيرة، وإلحاق الملكية الخاصة للصناعات والشركات، خاضعةً بذلك للإشراف على التخطيط الاقتصادي المركزي، والذي يمكن أن يشمل أن الدولة هي المالك لبعض وسائل الإنتاج.
تحاول الرأسمالية الجديدة دعم التوازن بين النمو الاقتصادي، وانخفاض معدلات التضخم، وانخفاض مستويات البطالة، وظروف العمل الجيدة، والمساعدة الاجتماعية والخدمات العامة الجيدة، عبر تدخل الدولة في الاقتصاد.
كما أنها تنشأ في الشركات التكنولوجية التي أُعيد بناؤُها في فترة ما بعد الحرب.
أحد أبرز ممثليها هو الاقتصادي الكينزي «بول سامويلسون».